# أحمد بابا التنبكتي
أحمد باب الصنهاجي التُّنْبُكْتي (ولد 21 ذو الحجة 963 هـ / 26 أكتوبر 1556م - توفي 6 شعبان 1036 هـ / 22 أبريل 1627م)  فقيه مالكي ومن مؤرخي التراجم في السودان الغربي. من أعلام منطقة تمبكتو والغرب الإسلامي، وقد اثر بمؤلفاته العديدة وعلمه الواسع في منطقته، وكان تأثيره في المغرب الأقصى كبيرًا فقد تتلمذ عليه عدد مهم من المغاربة والشناقطة وغيرهم.. مما بوأه مكانة رفيعة بين علماء المنطقة. ألف مصنفات كثيرة بلغ ما وجد منها لحد الآن أكثر من ستين مصنفًا، ألف معظمها أثناء فترة نفيه بمراكش.

## مسيرته
ولد في أسرة باب التنبكتي التي اشتهر منها جده الحاج أحمد بن عمر (864هـ - 934هـ) بالعلوم الشعرية، وانفردت هذه الأسرة بوظيفتي الإمامة والقضاء بتنبكتو. نشأ أحمد باب بتنبكتو التي كانت حينها من أهم مدن مملكة سُنُغَي في عهد حاكمها أسكي داوود، الذي كانت أيامه أيام سلم ورخاء، وانتشر العلم وعرفت المدينة أزهى أيامها. وقضى أحمد باب بها طفولته وإلى أن بلغ حوالي الأربعين حيث عارض أحمد باب احتلال مدينته من قبل جيش السعديين في عصر السلطان أحمد المنصور الذهبي، فقبض عليه وعلى أفراد أسرته واقتيد يوم السبت 25 جمادى الثانية 1002هـ  / 18 مارس 1593م إلى منفاه بمراكش وسقط في الطريق عن ظهر جمل فكسرت ساقه كما ضاع منه 1600 مجلدا. ظل معتقلا إلى سنة 1004هـ وأطلق سراحه فأقام بمدينتي مراكش وفاس أربعة عشر عاما اشتغل أثناءها بالتدريس والتأليف والإفتاء إلى غاية سنة 1014هـ عندما أذن له بالعودة السلطان زيدان إلى وطنه، حيث استمر في إصدار الفتاوي، والرسائل والإجازات إلى أن توفي بتنبكت سنة 1036هـ / 1627م.
تعتبر قضية ترحيله من بلاد السودان إلى المغرب، من الأحداث التاريخية التي استرعت اهتمام العديد من الباحثين. تناولوا الظروف المؤلمة التي أحاطت بنقله قسرا.

## آثاره
من آثاره: «نيل الابتهاج بتطريز الديباج» و«معراج الصعود». وعنوانه كاملا «معراج الصعود إلى نيل حكم مجلب السود» أو «الكشف والبيان لأصناف مجلوب السودان»، في إطار نوازل الاسترقاق الخاصة بأهل السودان الغربي جنوب الصحراء، في وقت أضحت فيه هذه البلاد مصدرا لسوق العبيد نحو العالم الجديد، وموردا اقتصاديا مهما للمغرب الأقصى في العهد السعدي.

## مؤلفاته
- نيل الابتهاج بتطريز الديباج[7]
- كتاب اللآلي السندسية في الفضائل السنوسية[7]
- معراج الصعود إلى نيل حكم مجلب السود